# Nordwoche
Die Nordwoche war eine sozialdemokratische Wochenzeitung für Schleswig-Holstein, die vom 11. April 1969 bis zum 1. Oktober 1971 erschien und vom damaligen SPD-Landesvorsitzenden Jochen Steffen herausgegeben wurde. Sie sollte die parteipublizistische Lücke füllen, die durch die Einstellungen der Tageszeitungen Schleswig-Holsteinische Volkszeitung (VZ) (31. Dezember 1968) und Lübecker Morgen (31. März 1969) entstanden war, und außerdem den Erhalt der Kieler VZ-Druckerei sichern. Verlagsleiter war der stellvertretende SPD-Landesvorsitzende und letzte Chefredakteur des Lübecker Morgen, Wilhelm Geusendam. Die Hauptredaktion befand sich in Kiel, in Lübeck arbeitete eine Lokalredaktion.
Die Nordwoche startete mit 30.000 Druck-Exemplaren. In der ersten Ausgabe kündigte Herausgeber Steffen an:
„Diese Zeitung ergreift die Partei des demokratischen Sozialismus. Aber sie ist keine Parteizeitung als Selbstbeweihräucherungsorgan. Wir wollen das kritische freie Denken nicht einengen.“ Und der SPD-Bundesvorsitzende Willy Brandt verwies auf die lange Tradition der zwei eingestellten Tageszeitungen und schrieb: „Nun übernimmt die ‚Nordwoche‘ die Fackel, um sie weiterzutragen.“
Die Zeitung wurde von Beginn an vom Bonner SPD-Parteivorstand finanziell unterstützt. Trotzdem war die wirtschaftliche Entwicklung der Nordwoche von vornherein schwierig. Geusendam stellte nach seinen Erfahrungen mit dem Lübecker Morgen die Druckerei und nicht Redaktion und Zeitung in den Mittelpunkt seiner Anstrengungen. Anders als Jochen Steffen war er nicht bereit, in Schleswig-Holstein eine SPD-Wochenzeitung vom Format des CSU-Bayernkuriers zu machen. Geusendam sparte an den Redaktionskosten und stellte als Chefredakteur keinen erfahrenen Blattmacher, sondern den ehemaligen Motorexperten und Fraktionspressesprecher Harald Schneider ein. Die Kieler Redaktion beschwerte sich im Februar 1970 in einer Denkschrift über die „denkbar primitiven Voraussetzungen“ der journalistischen Arbeit. Die zwei bis drei Lübecker Lokalseiten wurden von Gerd Walter und Hans-Jürgen Wolter gefüllt.
Bereits 1970 machte die Nordwoche einen Verlust von knapp 210.000 Mark. Wegen Liquiditätsproblemen wurde ihr Erscheinen zum 1. Oktober 1971 eingestellt. Zu diesem Zeitpunkt hatte die Zeitung nur noch 7.000 Abonnenten. Der drucktechnische Betrieb in Kiel wurde ein Jahr später geschlossen.